# Женская сборная Американских Виргинских Островов по софтболу
Женская национальная сборная Американских Виргинских Островов по софтболу — представляет Американские Виргинские Острова на международных софтбольных соревнованиях. Управляющей организацией выступает Федерация софтбола Американских Виргинских Островов (англ. United States Virgin Islands Softball Federation).

## Результаты выступлений

### Чемпионаты мира
| Год        | Победы         | Поражения      | Место          |
| ---------- | -------------- | -------------- | -------------- |
| 1965—1970  | не участвовали | не участвовали | не участвовали |
| 1978—н. в. | не участвовали | не участвовали | не участвовали |

### Панамериканские чемпионаты по софтболу
| Год        | Победы         | Поражения      | Место          |
| ---------- | -------------- | -------------- | -------------- |
| 1987—2005  | не участвовали | не участвовали | не участвовали |
| 2009       | 2              | 7              | 15             |
| 2013       | 0              | 6              | 15             |
| 2017—н. в. | не участвовали | не участвовали | не участвовали |